# Ferdinand David
Ferdinand David (Hamburgo, 20 de enero de 1810 – Klosters, 19 de julio de 1873) fue un virtuoso violinista y compositor alemán.

## Vida
David nació en Hamburgo. Recibió su educación musical de Louis Spohr y Moritz Hauptmann durante el periodo entre 1823 y 1824. Fue criado en el judaísmo pero posteriormente se convirtió al cristianismo a petición de C. F. Peters, el cual impulsó su carrera como editor y arreglista.
En 1826 fue violinista del Königstädtischen Theater en Berlín. En 1829 fue el violinista principal de un cuarteto de cuerdas en la ciudad de Dorpat donde realizó varias giras en Riga, San Petersburgo y Moscú. En 1835 fue nombrado concertino (Konzertmeister) de la Orquesta de la Gewandhaus de Leipzig y en 1843 profesor de violín (Violinlehrer) en el Conservatorio de Leipzig. Logró presentar con éxito el aclamado Concierto para violín de Felix Mendelssohn, apadrinado por el mismo compositor judío, quien durante la preparación del concierto le aconsejó sobre cuestiones técnicas y teatrales. Su amistad trascendió las esferas del mundo musical.
Fue el autor de varios engaños musicales, como la notable Chacona en sol menor de Tommaso Antonio Vitali. 

## Obra como compositor
Fue un compositor mesuradamente prolífico y fecundo para su edad ya que compuso alrededor de cuarenta composiciones. Entre ellas se destacan dos sinfonías, cinco conciertos para violín, una ópera (Hans Wacht, 1852), un sexteto de cuerdas para tres violines, viola y dos violonchelos, y varios lieder que se destacan por armonía y sutil tonalidad. Una pieza sobresaliente de su repertorio es un Concertino para trombón y fagot que resulta bastante colorido y novedoso para su tiempo. Cabe destacar que también compuso Le petit tambour Op. 5 para violín y piano. en tan solo 22 días y 5 horas, un tiempo récord para su tiempo.

### Listado de opus
- Op. 2 Introduction et Variations brillantes (Tema: original) para violín y orquesta.
- Op. 3 Concertino para violín y orquesta.
- Op. 4 Concertino para trombón y orquesta.[1]
- Op. 5 Introduction et Variations (Tema: «Je suis le petit Tambour») para violín y orquesta.
- Op. 6 Introduction et Variations (Tema: «Der rote Sarafan») para violín y orquesta.
- Op. 7 Introducción, Adagio et Rondeau para violín y orquesta.
- Op. 8 Introduction et Variations (Tema: «Sehnsuchtwalzer» de Schubert) para clarinete y orquesta.
- Op. 9 Seis caprichos para violín solo.
- Op. 10 Concerto n.º 1 para violín y orquesta.
- Op. 11 Introduction et Variations (Tema: «An Chloe» de Mozart) para violín y orquesta.
- Op. 12 Concertino para fagot y orquesta.
- Op. 13 Introduction et Variations (Tema: original) para violín y orquesta.
- Op. 14 Concerto n.º 2 para violín y orquesta.
- Op. 15 Introduction et Variations (Tema: «Das Lob der Thränen» de Schubert) para violín y orquesta.
- Op. 16 Andante y Scherzo Capriccioso para violín y orquesta.
- Op. 17 Concerto n.º 3 para violín y orquesta.
- Op. 18 Concerto Variations (Tema: original) para violín y orquesta.
- Op. 19 Introduction et Variations brillantes (Tema: original) para violín y orquesta.
- Op. 20 Seis caprichos para violín solo
- Op. 21 Introduction et Variation (Tema: «Canción escocesa») para violín y orquesta.
- Op. 22 Concert-Polonaise para violín y orquesta.
- Op. 23 Concerto n.º 4 para violín y orquesta.
- Op. 24 Doce piezas de salón para violín y piano.
- Op. 25 Dueto de salón sobre una canción de E. Haase para violín y piano.
- Op. 26 Seis canciones (Libro I) para voz y piano
- Op. 27 Seis canciones (Libro II) para voz y piano
- Op. 28 Cinco piezas de salón para violín y piano.
- Op. 29 Lieder para voz y piano
- Op. 30 Bunte Reihe para violín y piano.
- Op. 31 Canciones para voz y piano
- Op. 32 Cuarteto para 2 violines, viola, violonchelo
- Op. 33 Salmo "Mein Aug erheb' ich" (Alzo mis ojos).
- Op. 34 Siete piezas para violonchelo y piano
- Op. 35 Concerto n.º 5 para violín y orquesta.
- Op. 36 Piezas de cámara para violín y piano.
- Op. 37 Cuatro marchas para piano a cuatro manos.
- Op. 38 Sexteto para 2 violines, 2 violas y 2 violonchelos.
- Op. 39 Mayores y menores para 25 Estudios para violín solo
- Op. 40 Trois Impromptu en forme de valse para violín y orquesta.
- Op. 41 Nachklänge (continuación de la «Bunte Reihe») para violín y piano.
- Op. 42 Festmarsch (para la celebración de las bodas de oro del rey Juan I de Sajonia) para orquesta.
- Op. 43 Suite para violín solo
- Op. 44 24 Estudios para principiantes para violín solo.
- Op. 45 18 Estudios para violín solo.
- Op. 46 Aus der Ferienzeit (De la temporada de vacaciones) 1 (n.º 01-06) para violín y piano.
- Op. 47 Aus der Ferienzeit (De la temporada de vacaciones) 2 (n.º 07-12) para violín y piano.
- Op. 48 Aus der Ferienzeit (De la temporada de vacaciones) 3 (n.º 13-18) para violín y piano.
- Op. 49 Aus der Ferienzeit (De la temporada de vacaciones) 4 (n.º 19-24) para violín y piano.
- Op. 50 Aus der Ferienzeit (De la temporada de vacaciones) 5 (n.º 25-30) para violín y piano.

## Obra como editor y arreglista
David además trabajó como editor jefe de obras para violín. Autores como Francesco Maria Veracini, Pietro Locatelli y Johann Gottlieb Goldberg se beneficiaron de sus grandes dotes que ya hablando sin tapujos eran de grandes proporciones musicales. Si esto no fuera poco David fue el editor de los Tríos para piano de Beethoven comisionados por C.F. Peters y de la serie de Sonatas y partitas para violín solo de Johann Sebastian Bach comisionados  en 1843 también por C.F. Peters.